# Jacques Baratier
Jacques Baratier (8 de març de 1918 – 27 de novembre de 2009) va ser un director, guionista i actor cinematogràfic de nacionalitat francesa. Cineasta exigent, en les antípodes del cinema comercial, considerava el cinema com una aventura intel·lectual i no com un treball, i amb aquest mateix esperit va col·laborar amb escriptors i autors del seu temps com Jacques Audiberti, Christiane Rochefort o Fernando Arrabal. Solament va conèixer en una ocasió l'èxit popular, amb la pel·lícula Dragées au poivre. El públic francès li deu que, en el seu primer llargmetratge, Goha le simple, va donar a conèixer a l'actor egipci Omar Sharif. Per aquest film va obtenir el Premi Internacional de l'11è Festival Internacional de Cinema de Canes de 1958.

## Biografia
Nascut a Montpeller, França, sota l'impuls del seu pare, banquer, Jacques Baratier va estudiar dret fins a llicenciar-se en 1938. Amb l'esclat de la Segona Guerra Mundial, Baratier va complir servei militar en aviació, decidint servir al Marroc. Després de la Alliberament, va freqüentar el barri Saint-Germain-des-Prés, on va conèixer Gabriel Pomerand, Olivier Larronde, Jacques Besse i Boris Vian. Alguns anys més tard va viatjar al nord d'Àfrica amb el projecte de fer-se pintor. Però al Sàhara algerià va coincidir amb un equip cinematogràfic, el de René Chanas, que rodava L'Escadron blanc. Va participar com a extra, i després com a ajudant de direcció. En 1948 va dirigir un curtmetratge, Les Filles du soleil, dedicat a la vida de les tribus berbers.
A continuació va rodar diversos documentals (Désordre, La Cité du Midi, Métier de danseur dedicat a Jean Babilée, i Chevalier de Ménilmontant sobre el París de Maurice Chevalier). En 1956 va realitzar un curt sobre la vida nocturna de París, Paris, la nuit, que va obtenir l'Os d'Or en el Festival Internacional de Cinema de Berlín.
En 1957 va rodar a Tunísia el seu primer llargmetratge de ficció, Goha le simple, amb Omar Sharif i Zohra Faiza en els principals papers. Claudia Cardinale, que s'havia desplaçat com a estrella femenina, no va tenir més que un petit paper. Amb aquest film va rebre el Premi Internacional del Festival de Canes de 1958. « El meu pare va proposar, subratllava Diane Baratier, a un jove actor egipci, Omar Sharif", per al primer paper. A Tunísia es va fixar en una jove de 16 anys, Claudia Cardinale, a la qual va proposar el paper femení. Ella va acceptar, però el coproductor es va negar. Seguint com sempre a la seva inspiració, el meu pare va demanar a Georges Schehadé, poeta libanès, escriure el guió i els diàlegs de Goha. ».
Per a la seva següent pel·lícula va treballar amb l'escriptor Jacques Audiberti, del qual va adaptar la seva novel·la La Poupée (1962). Va fer un film satíric que tenia com a fons a una dictadura sud-americana. En el repartiment va integrar a actors teatrals com Sacha Pitoëff, Jacques Dufilho, Daniel Emilfork i el travestí Sonne Teal.
Al següent any Jacques Baratier va rodar una cinta inspirada en sketches de Guy Bedos, Dragées au poivre, en la qual treballaven, entre altres estrelles, Jean-Paul Belmondo, Simone Signoret, Francis Blanche i Claude Brasseur. En 1965 Baratier va retrobar, amb L'Or du duc, la inspiració de René Clair que ell va reivindicar després dels seus inicis (va dirigir també un retrat del cineasta per a la televisió). En la cinta treballava l'actor Claude Rich.
En 1974 va dirigir diverses emissions del programa Italiques, un programa literari de Marc Gilbert.
Al llarg de tota la seva carrera, Jacques Baratier, influenciat pel cinema surrealista, l'esperit del barri de Saint-Germain-des-Prés, i el psicoanàlisi, va dirigir pel·lícules que exploraven la bogeria i l'inconscient : Piège (1969), L'Araignée de satin (1984), o Rien, voilà l'ordre (2004). Altres produccions, més realistes, s'aproximaven al documental : Le Désordre à vingt ans (1967) sobre el Saint-Germain-des-Prés de la postguerra on va trobar a Boris Vian, Jacques Audiberti, Juliette Gréco i Gabriel Pomerand. O La Ville-bidon (1973), que denunciava l'edificació de torres al París suburbà, i en el qual Roland Dubillard encarnava a un guardià d'habitatge amb renda protegida.
Jacques Baratier va morir a Antony, França, el 2009.

## Filmografia
Curts
- 1948: Les Filles du soleil
- 1949: Désordre
- 1951: La Cité du midi
- 1952: La Vie du vide
- 1953: Le Métier de danseur
- 1954: Histoire du Palais idéal
- 1956: Paris la nuit (codirector : Jean Valère)
- 1964: Èves futures
- 1966: Voilà l'ordre, amb Antoine, Arthur Adamov, Louis Arbessier
- 1969: Les Indiens
- 1975: Opération séduction

Llargmetratges
- 1958: Goha le simple, amb Omar Sharif, Zohra Faiza, Daniel Emilfork, Claudia Cardinale i Lauro Gazzolo
- 1962: La Poupée, amb Zbigniew Cybulski, Sonne Teal,[3] Sacha Pitoëff, Daniel Emilfork, Jacques Dufilho
- 1963: Dragées au poivre, amb Guy Bedos, Jean-Paul Belmondo i Claude Brasseur
- 1965: L'Or du duc (codirigida amb Bernard Toublanc-Michel), amb Pierre Brasseur, Claude Rich i Annie Cordy
- 1967: Le Désordre à vingt ans
- 1968: René Clair (TV), a la sèrie Cinéastes de notre temps
- 1970: Piège, amb Bernadette Lafont, Bulle Ogier
- 1973: La Ville bidon, amb Bernadette Lafont, Daniel Duval i Roland Dubillard
- 1974: Vous intéressez-vous à la chose ?, amb Nathalie Delon, Didier Haudepin i Roland Blanche
- 1986: L'Araignée de satin, amb Ingrid Caven, Catherine Jourdan i Daniel Mesguich
- 2003: Rien, voilà l'ordre, amb Amira Casar, James Thierrée i Laurent Terzieff
- 2009: Le Beau Désordre (inacabat)

Ajudant de direcció
- 1950: Nous avons tous fait la même chose, de René Sti
- 1950: Mon ami le cambrioleur, de Henri Lepage
- 1963: La Corruzione, de Mauro Bolognini

## Premis i distincions
Festival Internacional de Cinema de Cannes
| Any  | Categoria       | Pel·lícula | Resultat  |
| ---- | --------------- | ---------- | --------- |
| 1958 | Premi del jurat | Goha       | Guanyador |